# 博茨瓦纳地理
博茨瓦纳共和国是南部非洲的一个内陆国家，面积58.173万平方公里。平均海拔1000米左右，全景大部分属于卡拉哈里沙漠。国境东接津巴布韦，西连纳米比亚，北邻赞比亚，南界南非。

## 地形

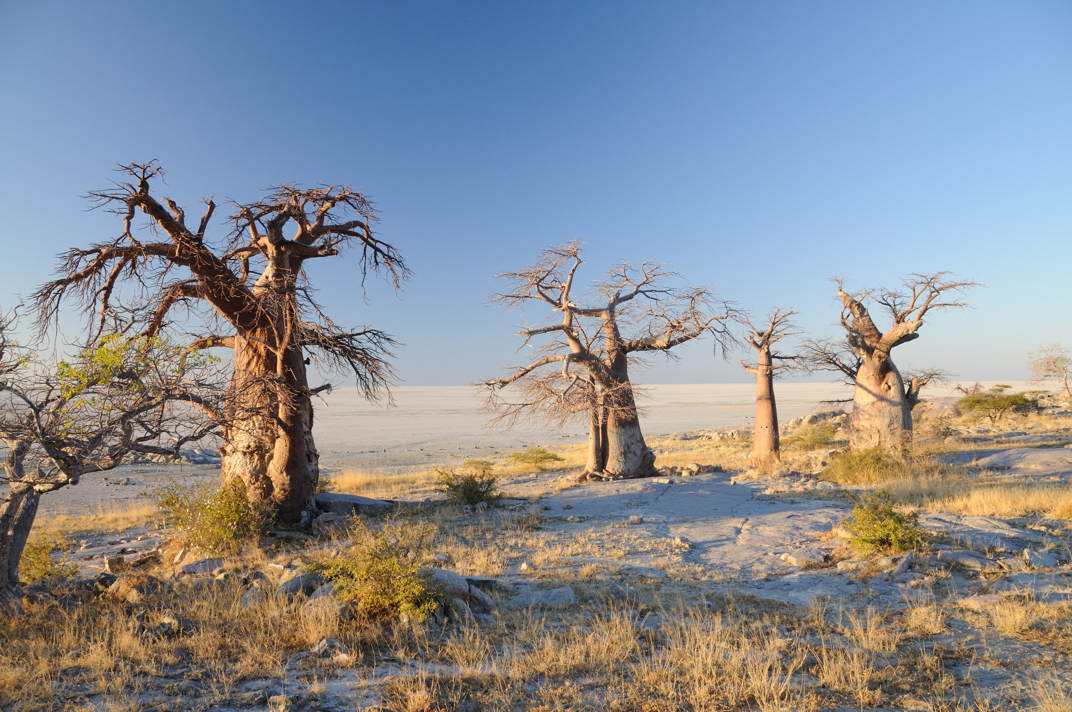
馬卡迪卡迪鹽沼中的猴面包树

博兹瓦纳地处南非高原中部，中部、西部和南部为卡拉哈里沙漠，西北部为世界上最大的内陆三角洲、世界自然遗产—奥卡万戈三角洲沼泽地，东部有马卡迪卡迪盐沼，东南部和弗朗西斯敦周围是丘陵。最高点为西北部的措迪洛山，海拔1489米。该地包含4,500多幅岩石绘画，为世界文化遗产。最低点为东南部林波波河与沙谢河交汇处，海拔513米。

## 气候
博茨瓦纳大部地区属热带干旱草原气候，西部为沙漠、半沙漠气候。年均气温21℃。年均降水量400毫米。时有大陆性极端气候出现。夏季（10～3月）气温可达约34℃；冬季（4～9月）气温则降至0℃。东北部年均降水量635毫米，东部380毫米，而西南部则在127毫米或以下。降水量极其多变，严重的干旱和饥荒往往持续达数年之久，并屡次出现。东部（林波波河流域）雨量适中的地区适宜耕种与养牛，有基础全国最佳畜牧场。

## 河流湖泊
博兹瓦纳的外流河除南部的莫洛波河及其支流诺索布河等属于大西洋水系外，其余皆属印度洋水系，分属林波波河和赞比西河两大流域。此外博兹瓦纳还有许多内流河，主要流入奥卡万戈三角洲和马卡迪卡迪盐沼。主要湖泊有恩加米湖和达乌湖（Lake Xau）。

## 生态植被

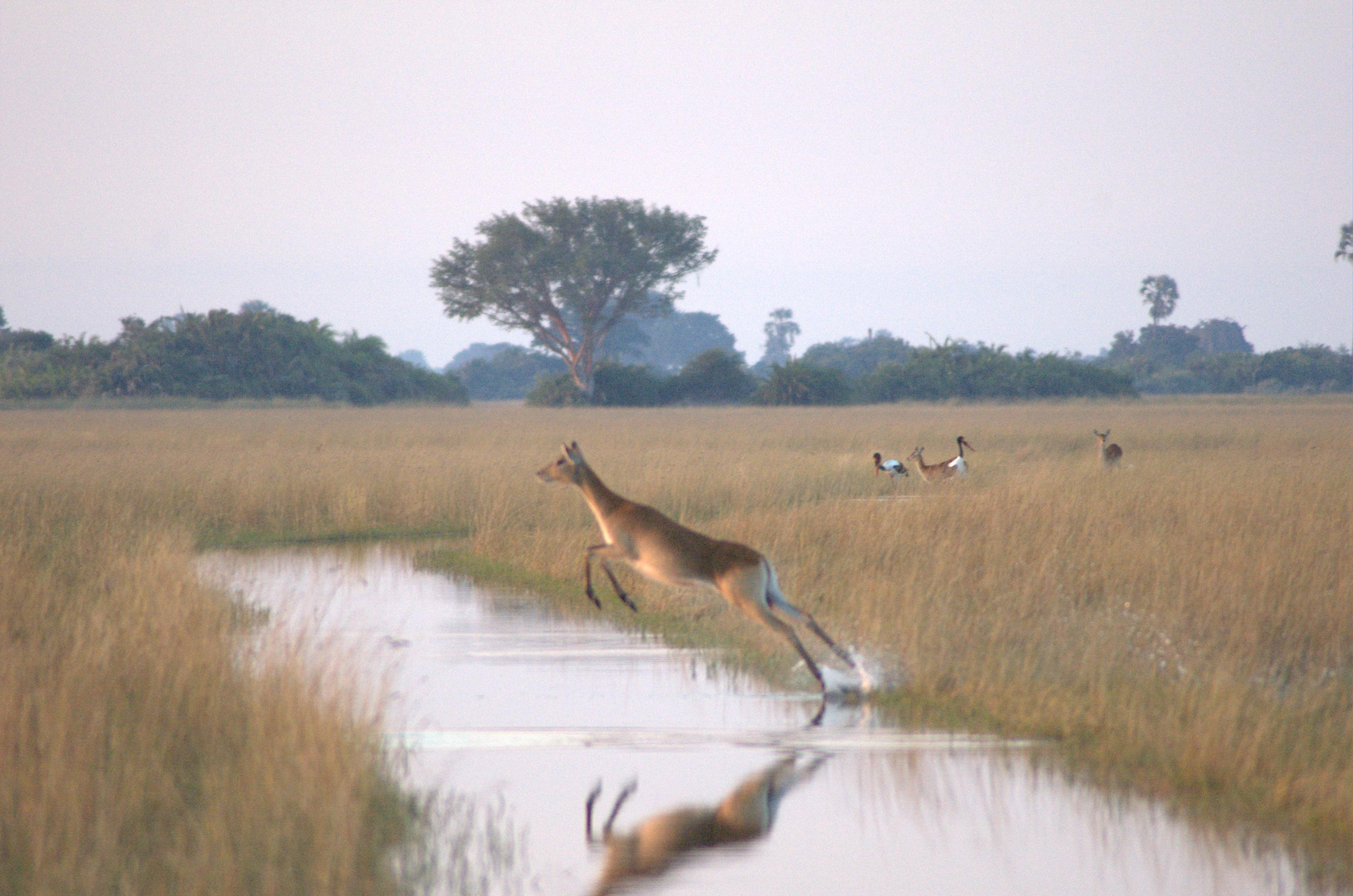
奥卡万戈三角洲的一头雌性驴羚（Kobus leche）

博兹瓦纳全国土地面中约3/4覆盖有热带稀树草原。植被与降雨量分布相对应，从西南部的稀疏草地和旱生灌丛，向东、向北依次渐变为灌丛和树木草原。真正的森林仅分布在东北部乔贝河两岸。甚至在卡拉哈里也有植被，足以养活成群的野生动物。野生动物种类繁多，有狮子、大象、豹、河马、长颈鹿，多种羚羊、鳄鱼和数种毒蛇。设有乔贝国家公园、卡拉哈里大羚羊国家公园、恩克塞盐沼国家公园和中卡拉哈里禁猎区等保护区。

## 矿产资源
境内矿产资源尚未完全探明，但已开始开采金刚石、铜、镍和煤矿。奥拉帕、莱特拉卡内和朱瓦能的金刚石储量居世界前列。东部莫鲁普莱附近有大型煤矿储藏；马卡迪卡迪盐沼盛产盐和纯碱。